# Модрич
Модрич (мкд. Модрич) је насеље у Северној Македонији, у западном делу државе. Модрич припада општини Струга.

## Географија
Насеље Модрич је смештено у крајње западном делу Северне Македоније, близу државне границе са Албанијом (2 km западно од насеља). Од најближег града, Струге, насеље је удаљено 35 km северно.
Модрич се налази у историјској области Дримкол, која обухвата горњи ток Црног Дрима. Насеље је смештено на источним падинама планине Јабланица. Источно се тло спушта у клисуру Црног Дрима. Надморска висина насеља је приближно 850 метара.
Клима у насељу је планинска.

## Становништво
Модрич је према последњем попису из 2002. године имао 25 становника. 
Претежно становништво у насељу су етнички Македонци (100%).
Већинска вероисповест је православље.